# Golpe de Estado em Chipre em 1974

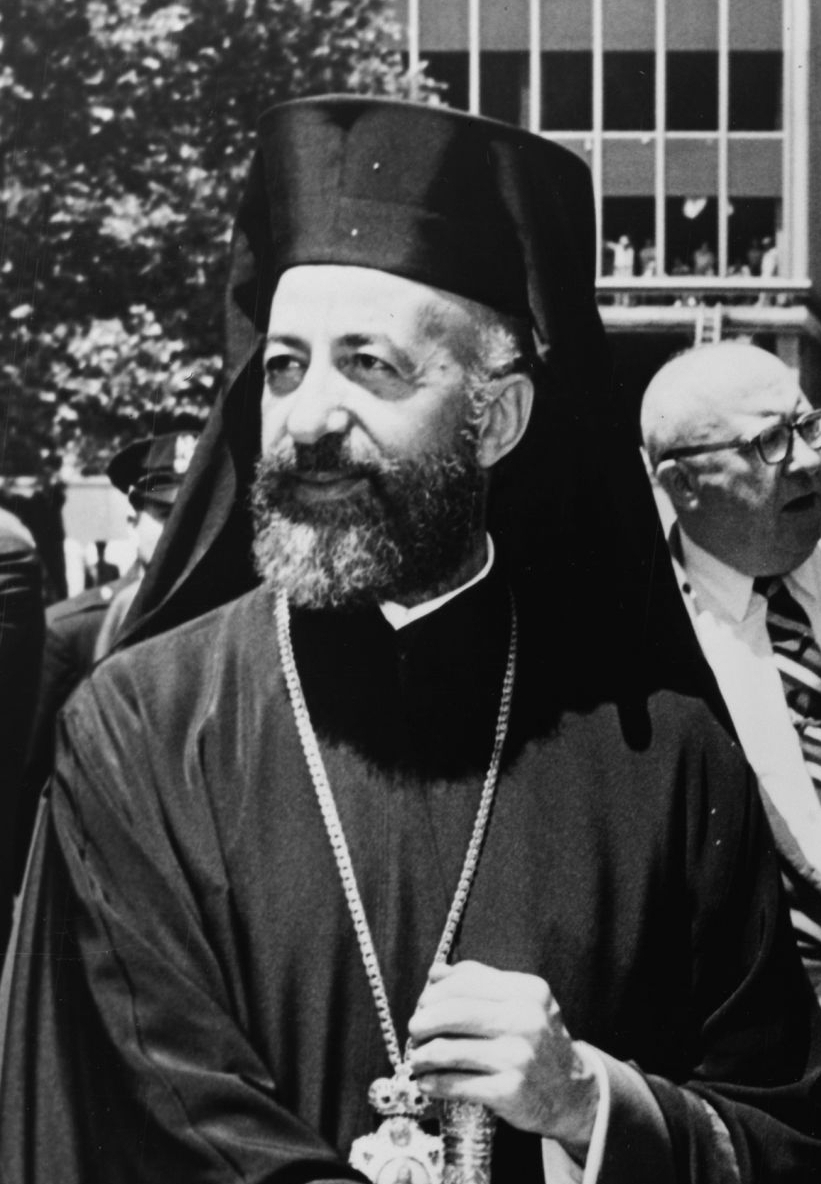
Makarios lll, deposto em 1974

O golpe de Estado no Chipre em 1974 foi um golpe militar dos cipriotas gregos pela organização paramilitar EOKA-B, apoiada pela Guarda Nacional de Chipre e pela junta militar grega de 1967-1974. Em 15 de julho de 1974, os golpistas derrubaram o presidente Makarios III (que fugiu para o Reino Unido) e substituiu-o com o nacionalista pró-Enosis (união com a Grécia) Nikos Sampson como ditador.
Em resposta ao golpe, em 20 de julho de 1974, a Turquia invadiu a ilha, sob o pretexto de uma "operação de paz", alegando que a ação era compatível com o Tratado de Garantia de 1960,  tendo controlado o norte e dividido Chipre ao longo do que ficou conhecido como Linha Verde, cortando aproximadamente um terço do total do território. Sampson renunciou, o regime militar que o nomeou ruiu, e Makarios retornou. Os cipriotas turcos estabeleceram um governo independente pelo que chamaram de Estado Federado Turco de Chipre (TFSC), com Rauf Denktaş como presidente. Em 1983, iriam proclamar a República Turca de Chipre do Norte na parte norte da ilha, que continua a ser um Estado de facto até os dias atuais.